# Sucha Beskidzka
Sucha Beskidzka é um município da Polônia, na voivodia da Pequena Polônia e no condado de Sucha. Estende-se por uma área de 27,65 km², com 9 295 habitantes, segundo os censos de 2017, com uma densidade de 336,2 hab/km².